# Bernay-Saint-Martin
Bernay-Saint-Martin – miejscowość i gmina we Francji, w regionie Nowa Akwitania, w departamencie Charente-Maritime.
Według danych na rok 1990 gminę zamieszkiwało 657 osób, a gęstość zaludnienia wynosiła 26 osób/km² (wśród 1467 gmin regionu Poitou-Charentes Bernay-Saint-Martin plasuje się na 457. miejscu pod względem liczby ludności, natomiast pod względem powierzchni na miejscu 250).